# Вілла Мадама
Вілла Мадама (італ. Villa Madama) — пізня назва недобудованої у XVI столітті заміської вілли для кардинала Джуліо де Медічі, майбутнього папи римського Климента VII. Побудована на схилі Монте Маріо на західному березі річки Тибр, на північ від Ватикану.

## Архітектурні твори художника
У 1518 році кардинал Джуліо де Медічі, двоюрідний брат тодішнього папи римського Лева X, наказав побудувати заміську віллу. Замовлення отримав Рафаель Санті, більше відомий як уславлений художник і автор фресок.
Родич архітектора Донато Браманте (1444—1514) Рафаель і сам періодично брався за архітектурні замовлення. В Римі за його проєктами були побудовані палаццо лікаря папи римського Джакопо да Бреша (зруйновано), палаццо камердинера папи Бранконіо дель Аквіла (зруйновано), палаццо Каффареллі-Відоні (існує і зараз). Особливо вдалим був палац Каффареллі — з рустованим першим поверхом і привітним другим, де вікна межували з подвоєними колонами, заглибленими в стіну. У XVIII столітті палаццо Каффареллі зафіксував у гравюрі сам Піранезі.

## Грандіозний проєкт вілли
Рафаель запроєктував віллу на схилі пагорба Монте Маріо. Всі елементи комплексу були зорієнтовані на довгу центральну вісь, але мали невеликі відступи від строгої симетрії.
Грандіозний палац мав театр просто неба, бічні двори з регулярними садами і комплексом сходинок і терас, що спускались до річки Тибр. Три тераси за проєктом мали різноманітне розпланування і фонтан на кожній з них. Їх можна було добре оглянути з верхньої тераси біля підмурків палацу.
Проєкт недобудованої вілли зберігся в копіях і в мемуарах, що породило низку реконструкцій проєкту.

## Незавершена будівля
Роботи почали у 1518 році, а в 1520 році помер Рафаель. Встигли побудувати одне крило П — подібної за планом вілли, де розпочались декорувальні роботи. До них залучили учнів Рафаеля і помічників з його римської майстерні — Джуліо Романо, Періно дель Вага та інших. Пізніше віллу залишили недобудованою і експлуатували лише вибудовану її частину.
Пізня назва вілли пов'язана з володаркою вілли на ім'я Маргарита Пармська, дочкою імператора Карла V, до якої звертались як Мадам. Портрет молодої Маргарити виконав відомий художник Антоніс Мор. Маргарита була дружиною племінника папи Климента VII, Алессандро Медічі, герцога Тоскани. В другому шлюбі вона за Оттавіо Фарнезе, герцогом Парми, звідки і її прізвище.

## Подальша історія
По смерті Маргарити Пармської вілла перейшла у майно впливової родини Фарнезе. Споруда мало використовувалась і почала занепадати. Були роки, коли вілла використовувалась як комора і склад.
У 1913 році напівпокинуте приміщення придбав французький інженер Моріс Берже (Maurice Bergès). За його сприяння ремонтно-реставраційні роботи на віллі проводив Марчелло Пьячентіні. 1925 р. нові володарі вілли продовжили відновлювальні роботи в споруді і на ділянці декоративного саду.
У 1937 році віллу арендувало Міністерство закордонних справ Італії, а згодом вона перейшла у його майно. Віллу і сад використовують для проведення офіційних зустрічей і конференцій, як і другий їх відділок — вілла Доріа Памфілі.

## Галерея

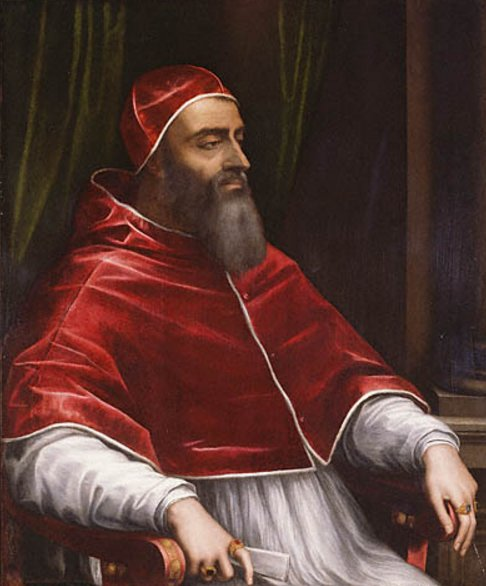
Джуліо де Медічі, пізніше папа римський Климент VII.
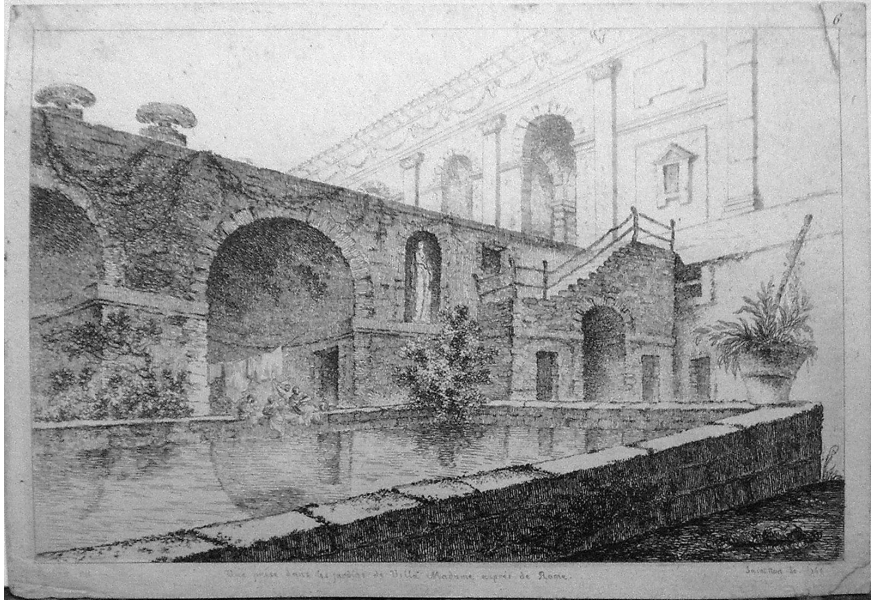
Жан Клод Рішар за малюнком Гюбера, 1765
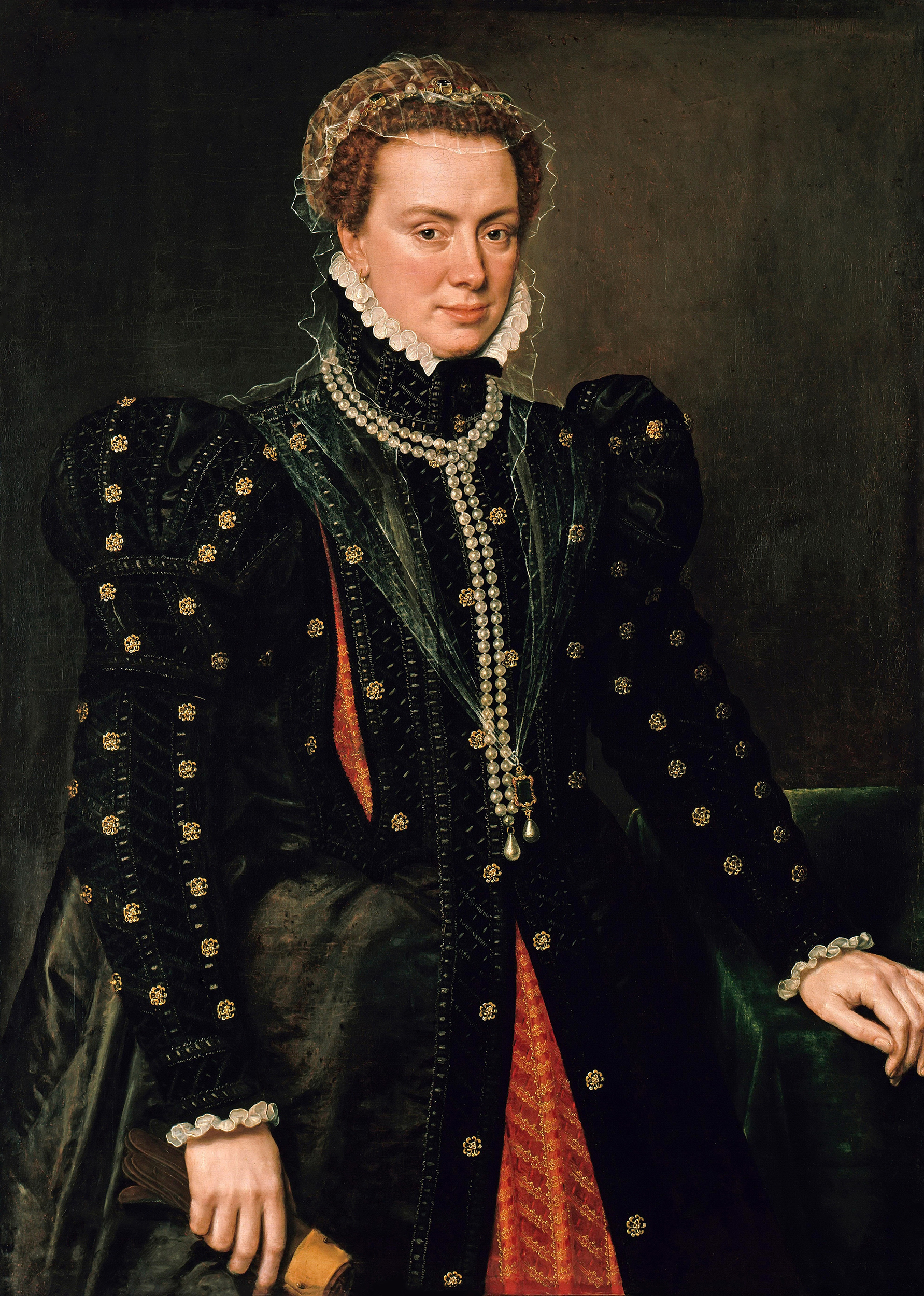
Маргарита Пармська, художник А. Мор, 1562, Берлін
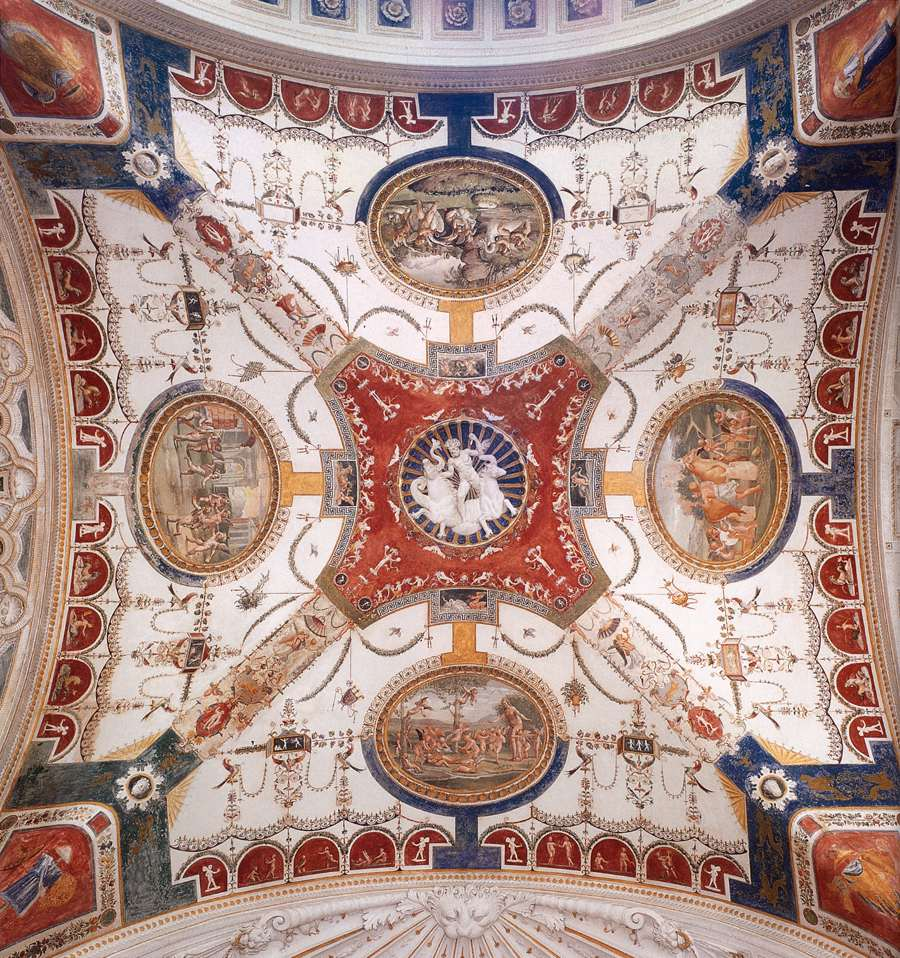
Оздоблення саду
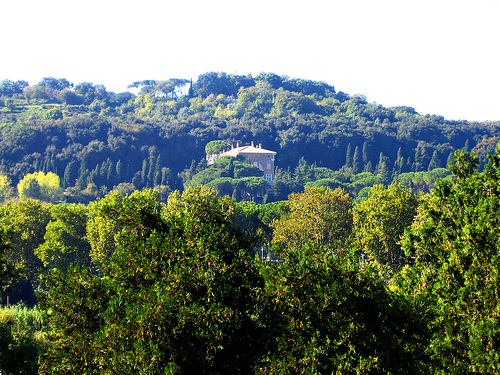
Вид
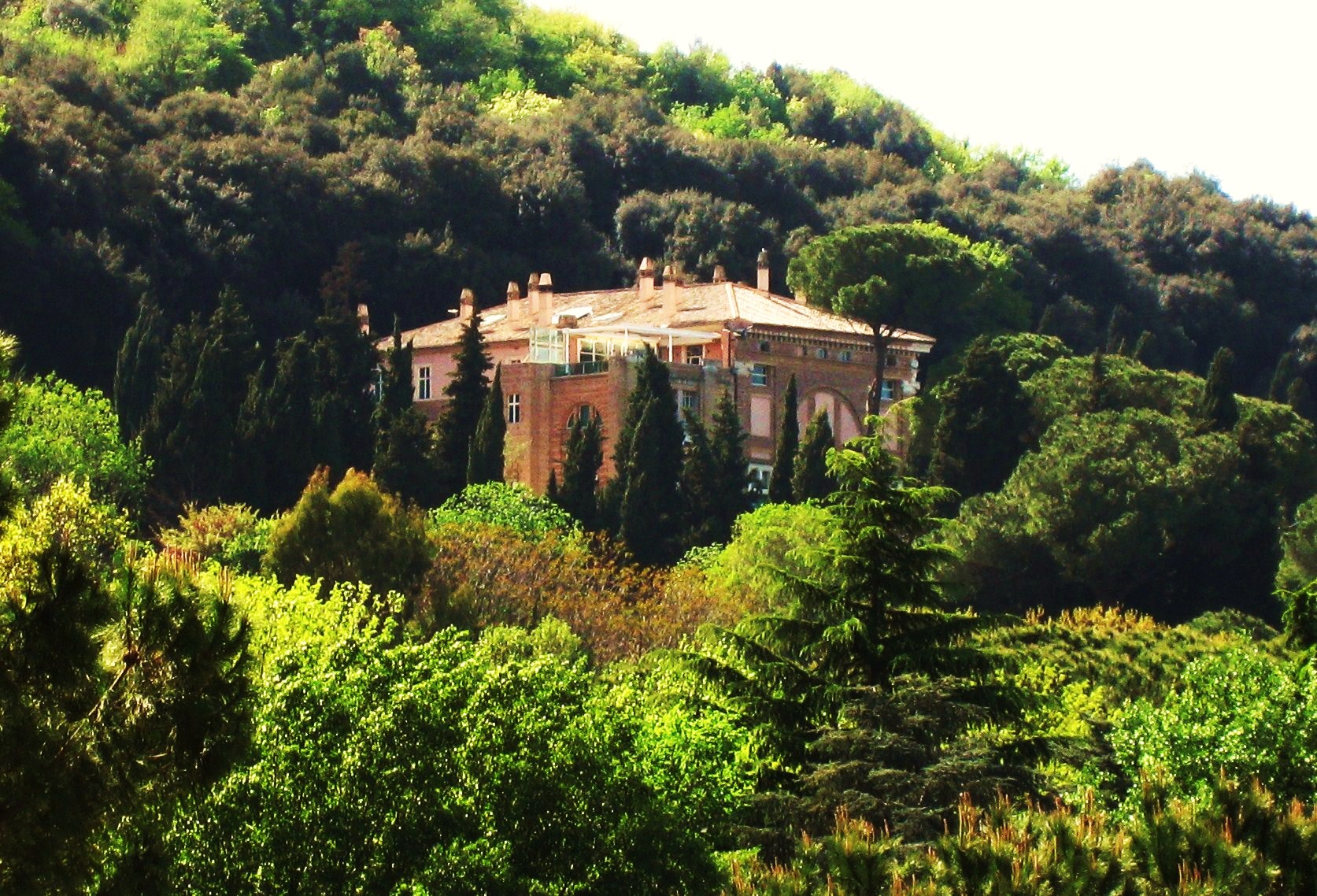
Вид